# Mayer Randegger
Mayer Raffaele Randegger (geboren 9. Februar 1780 in Worblingen; gestorben 3. März 1853 in Triest) war ein österreichischer Lehrer und Rabbiner.

## Leben
Mayer wurde als zweites Kind von Anna (1751–1857) und des Kaufmanns Moses (1748–1826) im Dorf Worblingen geboren, das als Besitzung der Grafen von Nellenberg zu Vorderösterreich gehörte. Nachdem die Eltern durch Raub ihren Besitz verloren hatten, übersiedelte die Familie nach Randegg, das ebenfalls zur Grafschaft Nellenberg gehörte. Mayer wurde zunächst von seinen Eltern und Hauslehrern unterrichtet und begleitete später seinen Vater auf Geschäftsreisen nach Zürich, St. Gallen, Frankfurt am Main, Frankfurt an der Oder, wobei er u. a. den Philosophen Johann Caspar Lavater und den Historiker Johannes von Müller kennenlernte.
Mayer wurde Schüler bei Raphael Ris in Lengnau und studierte in Fürth bei Salomon Kohn, wo er zum Meschuchrar wurde. Bei einem anschließenden Aufenthalt an der Jeschiwa in Pressburg stieß Mayer wegen seiner deutschen Bildung auf Ablehnung. Dort nahm Mayer aufgrund eines von Kaiser Joseph II. erlassenen Toleranzpatents den Familiennamen Randegger an, den er nach dem Wohnort seiner Eltern wählte. Randegger war kurzzeitig als Hauslehrer in Wien tätig und wechselte dann nach Triest, wo er zunächst Hauslehrer war und daraufhin an einer öffentlichen jüdischen Schule unterrichtete. In Triest heiratete er im Jahr 1805. Seine Ehefrau war die dritte Tochter des Sekretärs der Triester Gemeinde Joseph Galico und Cousine des Rabbiners Isaak Samuel Reggio. Galico, auch bekannt als Josef Chajim Chiskija Galigo, stand 1782 im Briefkontakt mit den deutschen Vertretern der Aufklärung Moses Mendelssohn und Hartwig Wessely und war daran beteiligt, die Schriften Wesselys zur säkularen Bildungsreform in Italien zu verbreiten. Randegger gründete in Triest eine eigene dreiklassige Schule, in der nach den Ideen Wesselys auf Hebräisch, Italienisch und Deutsch und während der französischen Besatzung auch auf Französisch unterrichtet wurde. Er war Subrabbiner der aschkenasischen Synagoge. Nach dem Tod des Triester Oberrabbiners Abraham Elieser Levi bis zum Amtsantritt 1826 von Abraham Vita de Cologna (1754–1832) und erneut nach dessen Tod bis zum Amtsantritt 1834 von Sabbato Graziado Treves (gestorben 1856) übte Randegger jeweils übergangsweise das Amt des stellvertretenden Oberrabbiners aus. Wegen Konflikten mit der Schulbehörde verließ Randegger Triest und versuchte zunächst erfolglos, in Rijeka eine jüdische Schule zu eröffnen. Von 1839 bis 1847 unterrichtete er an der jüdischen Schule in Fiorenzuola d’Arda. 1848 musste er aufgrund der politischen Lage Fiorenzuola verlassen und kehrte nach Triest zurück, wo er eine private Mädchenschule eröffnete.

## Familie
Mayer Randegger und seine Frau hatten mehrere Töchter und Söhne. Tochter Sara (1808–1889) heiratete den Rabbiner Leopold Schott. Der Komponist, Dirigent und Gesangslehrer Alberto Randegger war Mayers Neffe, der Geiger, Dirigent und Komponist Alberto Iginio Randegger (1880–1918) war sein Großneffe.

## Werk
Randegger stand im brieflichen Austausch mit den Rabbinern Moses Sofer (1762–1839) in Pressburg, Mordecai Benet (1753–1829) in Nikolsburg und Ascher Löw in Karlsruhe. Er schrieb Abhandlungen über biblische Themen für die jüdischen Zeitschriften Kerem Chemed, Bikkure ha-Ittim und Kochbe Jizchak. Im Jahr 1841 veröffentlichte er eine historisch-kritische Verteidigung der Authentizität des Buches der Psalmen. Unter Randeggers Schülern war der spätere Gelehrte und Dichter Samuel David Luzzatto, der ab 1810 bei ihm Deutsch- und Französischunterricht und einen Einblick in die europäische Kultur erhielt.

## Werke (Auswahl)
- Briefe in Isaac Samuel Reggio: אגרות ישר, Iggerot Yaschar, Band 2, Wien 1836
- צנת דוד, Zinnath David. Historisch-kritischer Versuch die Psalmen auf David's Zeiten zurückzuführen nebst einem Anhange über einige biblische poetische Stücke (hebräisch), Schmid und Busch, Wien 1841, (Online auf Books.Google)
- הגדה, Hagadah, Racconto degli avvenimenti memorabili occasionanti la Pasqua (italienisch),  Übersetzung ins Italienische durch eine Tochter Randeggers, mit Anmerkungen von Mayer Randegger, Stamperia d'Adalberto della Torre, Wien 1851